# Thomas Ohlsson
Thomas Ohlsson, né le 20 septembre 1958 à Norrköping, est un kayakiste suédois.

## Carrière
Thomas Ohlsson participe aux Jeux olympiques de 1984 à Los Angeles et remporte la médaille d'argent en K-4 1 000 M.